# Autódromo Oscar y Juan Gálvez
El Autódromo Oscar y Juan Gálvez, anteriormente Autódromo 17 de Octubre, Autódromo Municipal y Autódromo Oscar Alfredo Gálvez, es un autódromo ubicado en el barrio de Villa Riachuelo, en la Comuna 8 de la Ciudad Autónoma de Buenos Aires (Argentina). Fue inaugurado en 1952, gracias a la iniciativa de varios corredores argentinos entre los que se encontraba Juan Manuel Fangio. Debe su nombre a los Hermanos Gálvez, ídolos de las décadas de los años 40, 50 y 60 del Turismo Carretera, quienes dominaran gran parte de la década del 50, cosechando 14 títulos que fueron repartidos entre 5 para Oscar Alfredo Gálvez (el mayor) y 9 para Juan Gálvez (el menor).
Debido a su infraestructura es conocida como la Catedral del Automovilismo Argentino y el Coliseo Porteño. Fue sede en veinte oportunidades del Gran Premio de Argentina de Fórmula 1, así como del Gran Premio de Argentina de Motociclismo, del cual se disputó 10 veces. Otra carrera memorable que se llevó a cabo en 9 ediciones fueron los 1000 km de Buenos Aires, que se disputaron entre 1954 y 1972.
El escenario recibe frecuentemente a las principales categorías argentinas de automovilismo de velocidad, tales como el Turismo Carretera, TC 2000, Top Race y Turismo Nacional, demás de competencias de motociclismo y zonales. También es utilizado como pista de 1/4 de milla, separado en dos pistas con categorías.
El circuito no siempre fue conocido por su nombre actual, ya que en su año inauguración fue bautizado como Autódromo 17 de Octubre, como homenaje a la fecha del Día de la lealtad Peronista. Tras la llegada del golpe de Estado de Revolución Libertadora (Argentina) en 1955, que implico la proscripción del peronismo y la prohibición de todos sus símbolos, el autódromo fue rebautizado a Autódromo Municipal.
Debido al fallecimiento del excampeón de Turismo Carretera, Oscar Alfredo Gálvez, el 16 de diciembre de 1989, el autódromo fue bautizado con su nombre en homenaje por su fallecimiento. Al nombre impuesto en 1989, finalmente se le adosaría sobre finales de 2005 el del hermano del homenajeado, el también excampeón de TC Juan Gálvez, máximo monarca de la especialidad, dándole el nombre definitivo con el cual hoy es conocido el circuito.
Las hinchadas de las cuatro marcas del Turismo Carretera se identifican con el número de la tribuna que suelen colmar: Ford en la 4, Dodge en la 7, Chevrolet en la 15, y Torino en la 16.

## Historia

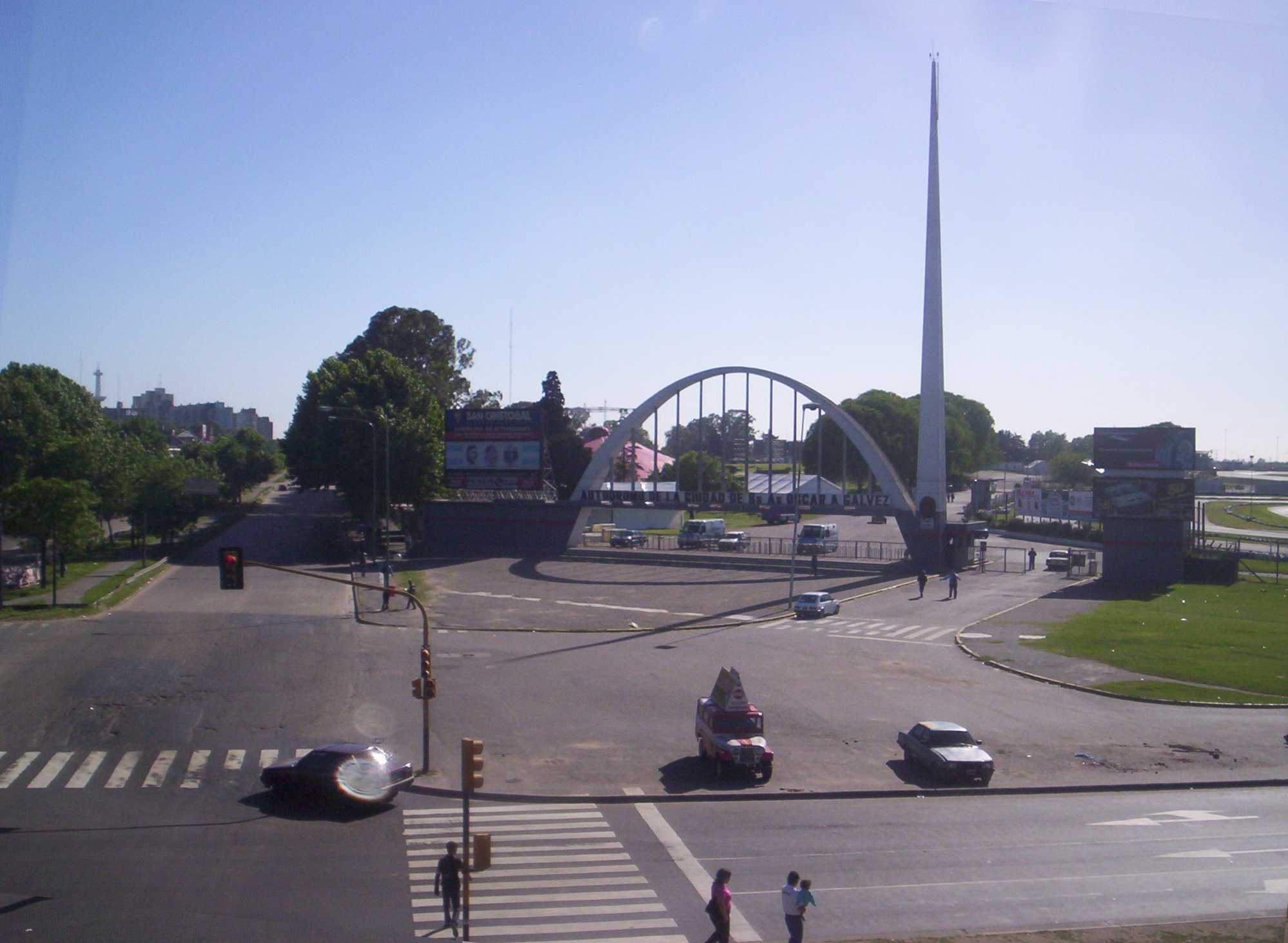
Vista del autódromo de Buenos Aires.

El autódromo fue construido por iniciativa de varios corredores argentinos, entre los que se encontraba Bucci y el ganador del Campeonato Mundial de Fórmula 1 de 1951, Juan Manuel Fangio. Ante el desarrollo del automovilismo argentino, el gobierno del Presidente Juan Domingo Perón decidió construir el autódromo en el sur de la Ciudad de Buenos Aires, en un predio de más de 200 ha, en el barrio de Villa Riachuelo. El autódromo fue inaugurado por el intendente Jorge Sabaté el 9 de marzo de 1952, bajo el nombre de Autódromo 17 de Octubre, en honor al Día de la Lealtad peronista.
Para la inauguración fueron organizadas tres pruebas, pero la más importante fue la realización de la Copa Perón en la modalidad Fórmula Libre, ganada por Juan Manuel Fangio. Fangio tardó 1:17.19.230 h para cubrir las 30 vueltas del circuito 4 del autódromo, al mando de una Ferrari 166FL. En segundo lugar llegó Froilán González con su Ferrari 166C y tercero el brasileño Francisco Landi en su Ferrari 125C.
En 1953 se corrió allí el primer Gran Premio de Argentina, la primera competencia fuera de Europa, ganado en esa ocasión por el piloto italiano Alberto Ascari, que corría para la escudería Scuderia Ferrari. El corredor argentino Juan Manuel Fangio tuvo que abandonar en la vuelta 36 cuando falló la transmisión de su Maserati. Durante esa carrera ocurrió un accidente que se cobró la vida de 9 personas.

### Los primeros años
Por iniciativa conjunta entre el Automóvil Club Argentino y la Municipalidad de la Ciudad de Buenos Aires, el 9 de marzo de 1952, se inauguró el Autódromo 17 de Octubre, siendo portada de las principales revistas deportivas.
El presidente de entonces, Juan Domingo Perón, decidió que un Campeón del mundo de Fórmula 1, como Juan Manuel Fangio debía correr, precisamente en su país, como habitualmente lo hacía en los circuitos de Europa y no por los tradicionales trazados callejeros de Palermo, Retiro o Mar del Plata, donde se desarrollaban las famosas temporadas de aquella época. Se modificaron algunos sectores de la pista como la S del Ciervo y dos chicanas, convirtiéndose definitivamente, en uno de los más seguros del mundo. Concebido a lo grande, con la mejor infraestructura de la época, el Autódromo fue una de las obras más importantes de la arquitectura deportiva moderna. En el diseño original, el Autódromo presentaba diez circuitos alternativos.
Más allá de los resultados, el objetivo era mejorar y ubicarse dentro de los mejores del mundo, misión ampliamente cumplida, considerando la envergadura de la obra que permaneció sin cambios por más de 15 años (no así su nombre que fue modificado por el de “Autódromo Municipal” tras instalarse en el poder la dictadura autodenominada Revolución Libertadora y desde 1989, fue bautizado definitivamente, “Oscar Alfredo Gálvez” quien fuera en cinco oportunidades campeón de Turismo Carretera (TC) y el primer volante argentino en vencer a corredores europeos.
A pesar de que durante estos últimos 51 años, el automovilismo y el motociclismo deportivo crecieron a pasos agigantados, no ocurrió lo mismo con el aspecto edilicio y de seguridad, que obviamente sufrieron menores variantes.

### Los últimos años
El Autódromo entró durante la década de 1990 dentro del proyecto de reestructuración del Estado, fue privatizado y vivió su época de esplendor. La empresa D'Port Motor 3.er Milenio S.A., conformada por dirigentes del automovilismo local y empresarios del motociclismo, se hizo cargo de la concesión y volvieron las carreras internacionales con espectáculos de Fórmula 3000, el Continental Circus y durante cuatro años entre 1995 y 1998 la Fórmula 1. Se destaca en el período 1993-2003 la gestión de los señores Martín Salaverry y Omar Spataro, empresarios y dirigentes del automovilismo Argentino.
Firmó un contrato en 1994 con la empresa Gran Premio de la República Argentina S.A., la cual transfirió su conocimiento al gerenciador ACBA S.A (Autódromo de la Ciudad de Buenos Aires S.A) para la realización de los grandes premios de Fórmula 1, y así se organizaron los Grandes Premios de la República Argentina desde 1995 hasta 1998. Fueron necesarias grandes inversiones de infraestructura: boxes, sala de prensa, torre de control, 3 bandejas de talud, tribuna horquilla, edificios corporativos y repavimentación completa de los circuitos. El Autódromo de Buenos Aires se convirtió en uno de los más grandes de Sudamérica, habiendo recibido en el mes de diciembre de 2004 la categorización clase A, según normas de la C.D.A. del A.C.A.
En abril de 2003 se produce el fallecimiento del titular de D'Port Motor 3.er Milenio S.A. y la concesión pasa por un momento de transición hasta abril de 2005 cuando se inicia una nueva gestión, a cargo de ACBA S.A con un programa de mejoras e inversiones que no fue tal, producto de una mala administración y absoluto desconocimiento del deporte motor. La concesión estuvo vigente hasta abril de 2015. Esta empresa privada se ocupó desde entonces en explotar un bien del Estado y por ende de todos los argentinos y cobrar a los distintos clubes de automovilismo que intentan utilizar las instalaciones en la actividad para la que fue creado. Les cobraban sumas siderales que impiden el desarrollo del automovilismo en este lugar.
Hace unos años se ha convertido en un negocio inmobiliario alquilando todo el lugar para cocheras de concesionarias de autos y perdiendo el interés en la actividad automovilística para lo que fue creado. En 2015 se presentó un proyecto en el encuentro de la Comisión de Planeamiento Urbano de la Legislatura, el macrismo su propuesta para demoler el autódromo Oscar Alfredo Gálvez del barrio de Villa Riachuelo y allí construir una planta de tratamiento de residuos. meses después el PRO, partido gobernante de la Ciudad de Buenos Aires presentó un proyecto para reformarlo y prevé cederlo el autódromo en concesión a empresas privadas por 30 años. También es el escenario del mayor evento de autos multimarca de América llamado SRS (Street Racing Shell) que reúne más de doce mil personas por fecha y alrededor de cuatro mil autos.
Finalmente en septiembre de 2016 un grupo de fervorosos automovilistas reunidos bajo la tutela de la Asociación Argentina de Volantes, presidida por Juan María Traverso, comienza a encarar en conjunto con el Gobierno de la Ciudad de Buenos Aires un proyecto de "Puesta en Valor" del coloso porteño. Esto, decantó en mini obras y arreglos menores de pinturas, siendo finalmente una lavada de cara que no mejoró el estado paupérrimo de infraestructura en el que se encuentra el Coliseo Porteño.
En 2024, con la llegada de Franco Colapinto a la Fórmula 1 resurgió la idea de que la máxima categoría vuelva a la Argentina. Ante esto, el Secretario de Turismo Daniel Scioli se reunió con autoridades de la Fórmula 1, donde el circuito más probable para desarrollar el Gran Premio es el Autódromo de la Ciudad de Buenos Aires.

## Circuitos
El autódromo cuenta en la actualidad con varios trazados:
- Circuito N.º 5 (2.196 metros): Circuito histórico, se continúa utilizando hoy en día en categorías zonales. Se eliminó a la salida de la horquilla la Islita, y a la salida de curva 1 una pequeña viborita.
- Circuito N.º 6 (4.259 metros) con la variante de la S de Senna inaugurada oficialmente el 9 de abril de 1995: Es muy utilizado por categorías intermedias. Cuenta con una parte rápida y con una trabada. Se destaca la Curva de la Viborita, el Ombu y la Bajada del Tobogán.Sus medidas anteriores con subida del tobogan era de 4.208,22 metros con horquilla corta, 4350 metros con bajada del tobogan.
- Circuito N.º 7 (2.607 metros): Extremadamente veloz, se continúa utilizando hoy en día en categorías zonales. En 2017 fue utilizado por el Top Race. Sus medidas anteriores eran de 2.640.85 metros (2.649 metros).
- Circuito N.º 8 (3.337,30 metros): Cuenta con una parte rápida y con una trabada. Se utilizó dos veces para los 200 km de TC 2000 y una vez para la Carrera de los 200 Pilotos del Turismo Nacional su anterior median 3.435,41 metros con horquilla larga y 3.380 metros con horquilla corta.
- Circuito N.º 9 (3.353 metros): Se utilizó en el Gran Premio de Argentina de Fórmula 1 durante la década de 1970. Es un circuito muy trabado. Se destaca la curva de Ascari y la S de Senna construida especialmente para el Gran Premio. Sus otras medidas eran (3.345,50 metros) y (3.413,66 metros).
- Circuito N.º 12 (5.651 metros): Es el escenario que utiliza el Turismo Carretera, y en el 2010 lo utilizaron también el Top Race, el TC 2000 para los 200 km de Buenos Aires. Cuenta con tres largas rectas, el curvón Salotto, la Ese del Siervo y la chicana de Ascari. La Ese del Siervo original se volvió a usar en la última carrera de Turismo Carretera. Sus medidas anteriores eran: (5.240,10 metros) y (5.641,62 metros).
- Circuito N.º 15 (5.948 metros): Era utilizada para la realización del Gran Premio de Fórmula 1 entre los años 1974 al 1981 (5.968.20 metros) (5.958 metros). El trazado es igual al n.º 12 pero utilizando la zona de los mixtos, donde se encuentran la Curva de la Viborita, el Ombu y la Bajada del Tobogán. Fue utilizado por última vez en 2017 por el STC2000. En Sport Prototipos del Campeonato del Mundo media 6.122 metros. Sus anteriores medidas eran de 5.968,20 metros y 5.958 metros.
- Circuito N.°17 estaba emplazado, (en parte) donde hoy esta el kartodromo, Era utilizado por categorías zonales, Ej Fórmula 07, especialmente carreras nocturnas. se utilizaba la horquilla larga, un tramo de la recta principal sentido a boxes hasta pasar la islita que ya no esta, para retomar la misma a contramano al igual que la horquilla corta, retomando la recta hacia gral paz (horquilla larga) y completar la vuelta.
- Circuito N.°18 Era utilizado por categorías zonales, Ej Fórmula 07. Se gira en sentido contrario al actual, subiendo el tobogan, transitando el ombu, el cajon, la vivorita, la curva de entrada al 9, todos estos sectores a contramano de su sentido habitual de giro, para utilizar la recta que lleva hacia la horquilla, pero solo hasta la altura del tobogan, para subirlo y completar la vuelta.

Circuito N.º 5
Circuito N.º 6
Circuito N.º 7
Circuito N.º 8
Circuito N.º 9
Circuito N.º 12
Circuito N.º 15

Anteriormente existía una segunda horquilla, donde ahora se ubica el kartódromo, al que correspondían los siguientes trazados.
- Circuito N.º 1 (3.139,55 metros): Era igual al trazado n.º 7, pero con la horquilla larga. Éste fue el circuito que utilizó el turismo carretera hasta finales de la década del 60, cuando se inaugura el trazado n.º 12.[10]
- Circuito N.º 2 (3.912,36 metros): Era igual al trazado n.º 9.
- Circuito N.º 3 (3.929 metros): Era igual al trazado n.º 8.
- Circuito N.º 4 (4.706 metros): Era igual al trazado n.º 6.
- Circuito N.º 10 (2.620 metros): Era igual al trazado n.º 5.
- Circuito N.º 11: Era igual al trazado n.º 12.
- Circuito N.º 14 (6.218 metros): Era igual al trazado n.º 15, cuando tampoco existía la chicana Ascari.

El Circuito N.º 13 no existe, por motivos cabalísticos.

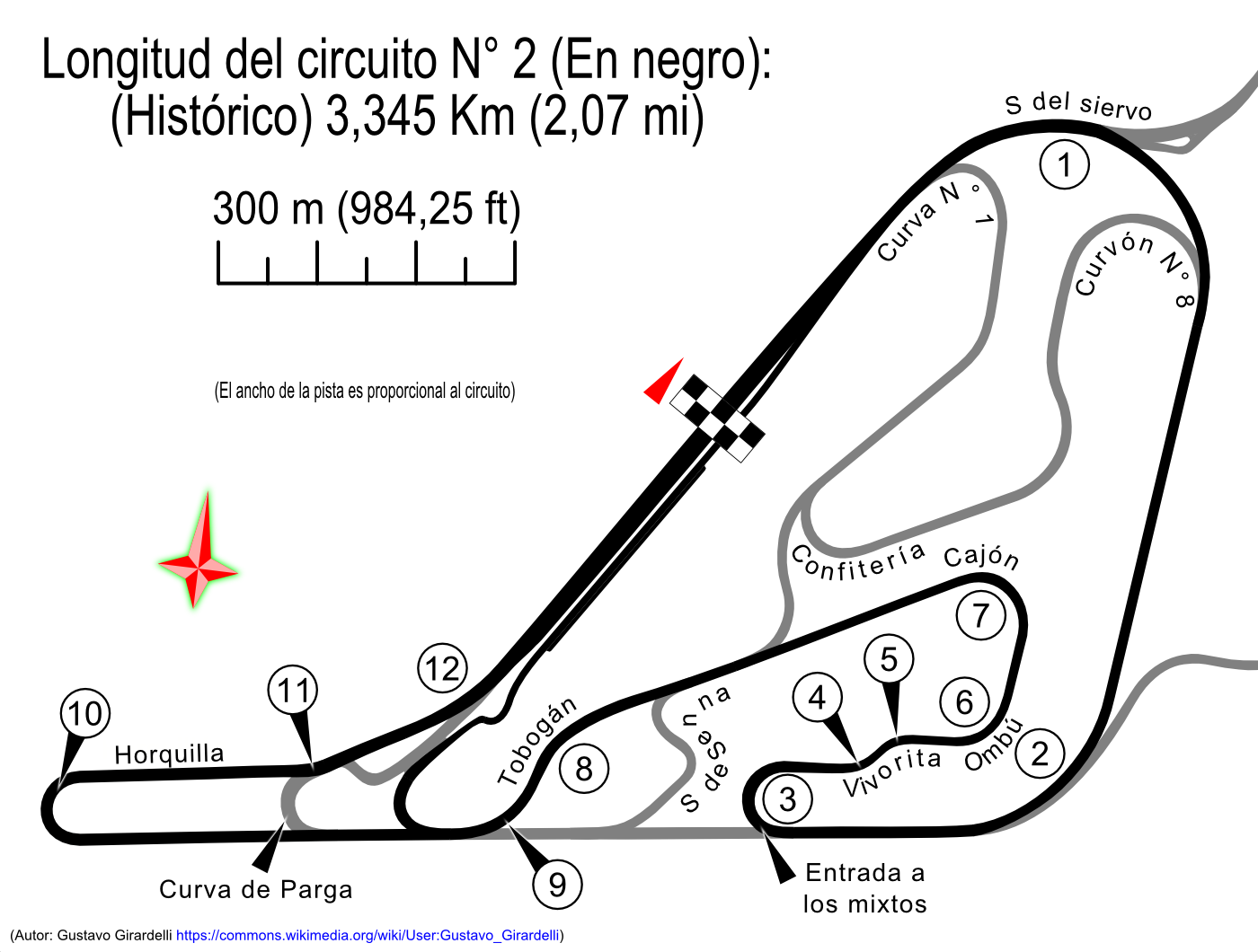
Circuito N.º 2
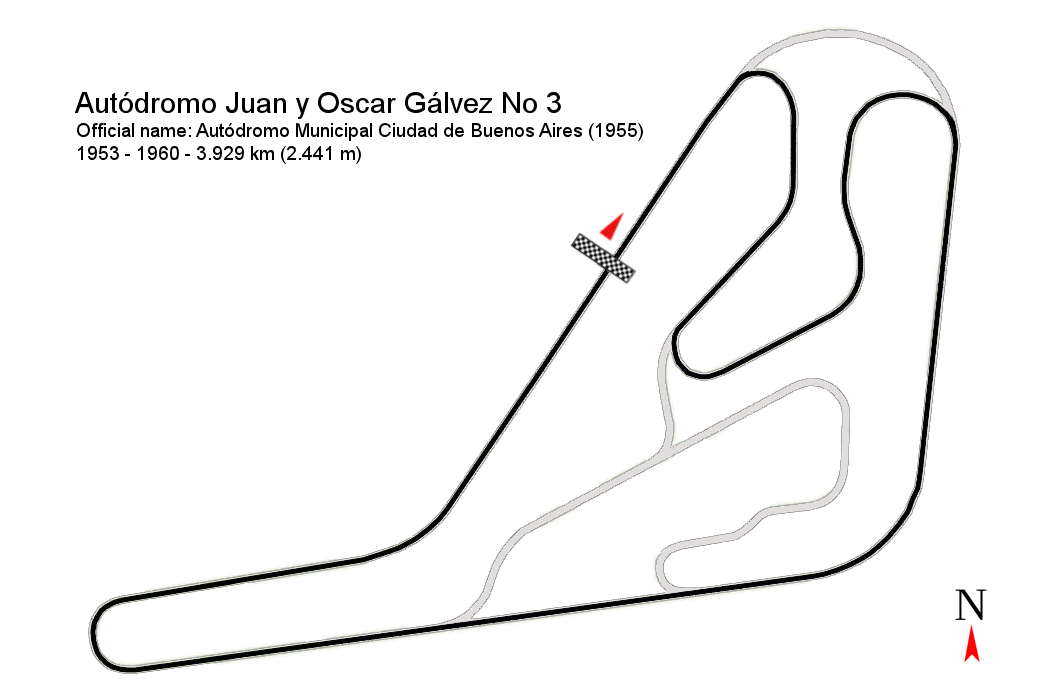
Circuito N.º 3
Circuito N.º 4
Circuito N.º 14

## Curvas y detalles
- En marrón claro: Bancos de material suelto
- En azul: Boxes
- En magenta: Tribunas
- En celeste: Lago
- En gris claro: Kartódromo

- Recta principal:
- Curva N.º 1:
- S del ciervo:
- Recta del fondo:
- Curvón de Salotto:
- Recta del lago:
- Curva de Ascari (eliminada):
- Chicana de Ascari:
- Entrada a los mixtos:
- La vivorita:
- Curva del ombú:
- Curva del cajón:
- S de Senna:
- Tobogán Juan María Traverso:
- Horquilla de Parga:
- Horquilla larga (eliminada):
- Curva de la confitería:
- Curvón N.º 8:
- En el plano llaman curva del Cajón a la curva del Ombú y viceversa:

## Ganadores

### Fórmula 1

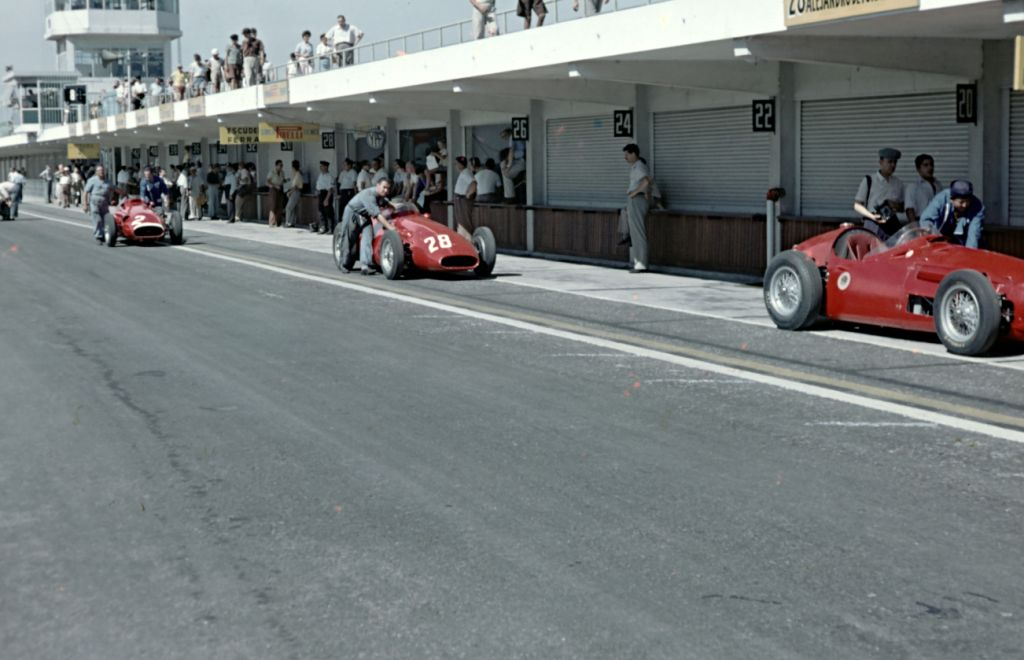
Previa del comienzo del Gran Premio de 1957.

| Año  | Piloto             | Constructor      | Fecha        | Resultados | Trazado         |
| ---- | ------------------ | ---------------- | ------------ | ---------- | --------------- |
| 1953 | Alberto Ascari     | Ferrari          | 18 de enero  | Resultados | Circuito n.º 2  |
| 1954 | Juan Manuel Fangio | Maserati         | 17 de enero  | Resultados | Circuito n.º 2  |
| 1955 | Juan Manuel Fangio | Mercedes         | 16 de enero  | Resultados | Circuito n.º 2  |
| 1956 | Juan Manuel Fangio | Ferrari          | 22 de enero  | Resultados | Circuito n.º 2  |
| 1957 | Juan Manuel Fangio | Maserati         | 13 de enero  | Resultados | Circuito n.º 2  |
| 1958 | Stirling Moss      | Cooper-Climax    | 19 de enero  | Resultados | Circuito n.º 2  |
| 1960 | Bruce McLaren      | Cooper-Climax    | 7 de febrero | Resultados | Circuito n.º 2  |
| 1972 | Jackie Stewart     | Tyrrell-Ford     | 23 de enero  | Resultados | Circuito n.º 9  |
| 1973 | Emerson Fittipaldi | Lotus-Ford       | 28 de enero  | Resultados | Circuito n.º 9  |
| 1974 | Denny Hulme        | McLaren-Ford     | 13 de enero  | Resultados | Circuito n.º 15 |
| 1975 | Emerson Fittipaldi | McLaren-Ford     | 12 de enero  | Resultados | Circuito n.º 15 |
| 1977 | Jody Scheckter     | Wolf-Ford        | 9 de enero   | Resultados | Circuito n.º 15 |
| 1978 | Mario Andretti     | Lotus-Ford       | 15 de enero  | Resultados | Circuito n.º 15 |
| 1979 | Jacques Laffite    | Ligier-Ford      | 21 de enero  | Resultados | Circuito n.º 15 |
| 1980 | Alan Jones         | Williams-Ford    | 13 de enero  | Resultados | Circuito n.º 15 |
| 1981 | Nelson Piquet      | Brabham-Ford     | 12 de abril  | Resultados | Circuito n.º 15 |
| 1995 | Damon Hill         | Williams-Renault | 9 de abril   | Resultados | Circuito n.º 6  |
| 1996 | Damon Hill         | Williams-Renault | 7 de abril   | Resultados | Circuito n.º 6  |
| 1997 | Jacques Villeneuve | Williams-Renault | 13 de abril  | Resultados | Circuito n.º 6  |
| 1998 | Michael Schumacher | Ferrari          | 12 de abril  | Resultados | Circuito n.º 6  |

### 2 Horas de Buenos Aires delTurismo Carretera
| Año  | Pilotos                    | Pilotos             | Automóvil       |
| ---- | -------------------------- | ------------------- | --------------- |
| 1993 | Juan Antonio De Benedictis | Mariano Calamante   | Ford Falcon     |
| 1994 | Fabián Acuña               | Guillermo Ortelli   | Ford Falcon     |
| 1995 | Juan María Traverso        | Miguel Ángel Guerra | Chevrolet Chevy |
| 1996 | Emilio Satriano            | Patricio Di Palma   | Chevrolet Chevy |

### 1000 km de Buenos Aires delTurismo Carretera
| Año  | Pilotos           | Pilotos                        | Automóvil       |
| ---- | ----------------- | ------------------------------ | --------------- |
| 2017 | Juan Manuel Silva | Juan Catalán Magni             | Ford Falcon     |
| 2018 | Agustín Canapino  | Martin Ponte y Federico Alonso | Chevrolet Chevy |

### 200 km de Buenos Aires delTC2000
| Año  | Pilotos               | Pilotos            | Automóvil         | Equipo                        | Trazado         | Resultados |
| ---- | --------------------- | ------------------ | ----------------- | ----------------------------- | --------------- | ---------- |
| 2004 | Gabriel Ponce de León | Patricio Di Palma  | Ford Focus        | Ford YPF Berta Motorsport     | Circuito n.º 9  | 2004       |
| 2005 | Diego Aventín         | Luciano Burti      | Ford Focus        | Ford YPF Berta Motorsport     | Circuito n.º 12 | 2005       |
| 2006 | Matías Rossi          | Alain Menu         | Chevrolet Astra   | Chevrolet Elaion Pro Racing   | Circuito n.º 12 | 2006       |
| 2007 | Juan Manuel Silva     | Ezequiel Bosio     | Honda Civic VIII  | Honda Petrobras               | Circuito n.º 9  | 2007       |
| 2008 | José María López      | Anthony Reid       | Honda Civic VIII  | Honda Petrobras               | Circuito n.º 9  | 2008       |
| 2009 | Norberto Fontana      | Ricardo Maurício   | Toyota Corolla    | Toyota Team Argentina         | Circuito n.º 12 | 2009       |
| 2010 | Bernardo Llaver       | Mauro Giallombardo | Toyota Corolla    | Toyota Team Argentina         | Circuito n.º 12 | 2010       |
| 2014 | Néstor Girolami       | Mauro Giallombardo | Peugeot 408       | Peugeot Team                  | Circuito n.º 8  | 2014       |
| 2016 | Agustín Canapino      | Guillermo Ortelli  | Chevrolet Cruze I | Chevrolet YPF-Pro Racing      | Circuito n.º 9  | 2016       |
| 2017 | Emiliano Spataro      | Christian Ledesma  | Renault Fluence   | Sportteam                     | Circuito n.º 15 | 2017       |
| 2018 | Facundo Ardusso       | Mariano Altuna     | Renault Fluence   | Renault Sport-Ambrogio Racing | Circuito n.º 8  | 2018       |
| 2019 | Leonel Pernía         | Damian Fineschi    | Renault Fluence   | Renault Sport-Ambrogio Racing | Circuito n.º 9  | 2019       |

### Campeonato Mundial de Motociclismo
| Año  | 500cc                            | 350cc                  | 250cc                           | 125cc                   | 50cc                   | Resultados |
| ---- | -------------------------------- | ---------------------- | ------------------------------- | ----------------------- | ---------------------- | ---------- |
| 1961 | Jorge Kissling (Matchless)       | -                      | Tom Phillis (Honda)             | Tom Phillis (Honda)     | -                      | Resultados |
| 1962 | Benedicto Caldarella (Matchless) | -                      | Arthur Wheeler (Moto Guzzi)     | Hugh Anderson (Suzuki)  | Hugh Anderson (Suzuki) | Resultados |
| 1963 | Mike Hailwood (MV Agusta)        | -                      | Tarquinio Provini (Moto Morini) | Jim Redman (Honda)      | Hugh Anderson (Suzuki) | Resultados |
|      |                                  |                        |                                 |                         |                        |            |
| 1981 | -                                | Anton Mang (Kawasaki)  | Jean-François Baldé (Kawasaki)  | Ángel Nieto (Minarelli) | -                      | Resultados |
| 1982 | Kenny Roberts (Yamaha)           | Carlos Lavado (Yamaha) | -                               | Ángel Nieto (Garelli)   | -                      | Resultados |
|      |                                  |                        |                                 |                         |                        |            |
| 1987 | Eddie Lawson (Yamaha)            | -                      | Sito Pons (Honda)               | -                       | -                      | Resultados |
|      |                                  |                        |                                 |                         |                        |            |
| 1994 | Mick Doohan (Honda)              | -                      | Tadayuki Okada (Honda)          | Jorge Martínez (Yamaha) | -                      | Resultados |
| 1995 | Mick Doohan (Honda)              | -                      | Max Biaggi (Aprilia)            | Emilio Alzamora (Honda) | -                      | Resultados |
|      |                                  |                        |                                 |                         |                        |            |
| 1998 | Mick Doohan (Honda)              | -                      | Valentino Rossi (Aprilia)       | Tomomi Manako (Honda)   | -                      | Resultados |
| 1999 | Kenny Roberts, Jr. (Suzuki)      | -                      | Olivier Jacque (Yamaha)         | Marco Melandri (Honda)  | -                      | Resultados |